# Schochtimverband Bayern
Der „Schochtimverband Bayern“ war ein freiwilliger Berufsverband jüdischer Schächter in Bayern.
Der Verband mit offiziellem Sitz in Nürnberg wurde 1927 von Gustav Neustädter gegründet, der seit 1924 als Schächter, Hilfskantor und Lehrer der jüdischen Gemeinde in Bad Kissingen tätig war. Bereits im Mai 1926 hatte Neustädter erstmals alle bayerischen „Schochtim im Hauptberufe .... zwecks Gründung eines Verbandes“ aufgerufen, sich bei ihm in Bad Kissingen zu melden. Doch erst am 25. Dezember 1927 fand in Nürnberg dessen Gründungs- und erste Generalversammlung statt. Gustav Neustädter wurde erwartungsgemäß Vorsitzender. Schatzmeister wurde Isak Lubinski, seit 1926 Thoragelehrter, Schächter, Fleischbeschauer und Kultusbeamter in Schweinfurt.
Am 5. Januar 1930 wurde die 4. Mitgliederversammlung in Bad Kissingen abgehalten.
Erst am 9. Juni 1930 wurde in Mainz aus dem bayerischen und drei anderen Landesverbänden mit insgesamt mehr als 100 Mitgliedern der deutsche „Reichsverband der Schochtim“ gegründet. Die Zeitschrift „Der Israelit“ wurde zu dessen Vereinsorgan bestimmt.
Es ist davon auszugehen, dass spätestens mit der „Machtergreifung“ der Nationalsozialisten im Januar 1933 der bayerische Schochtimverband nach nicht einmal sechs Jahren wieder aufgelöst wurde.